# Bernhard Christian Otto

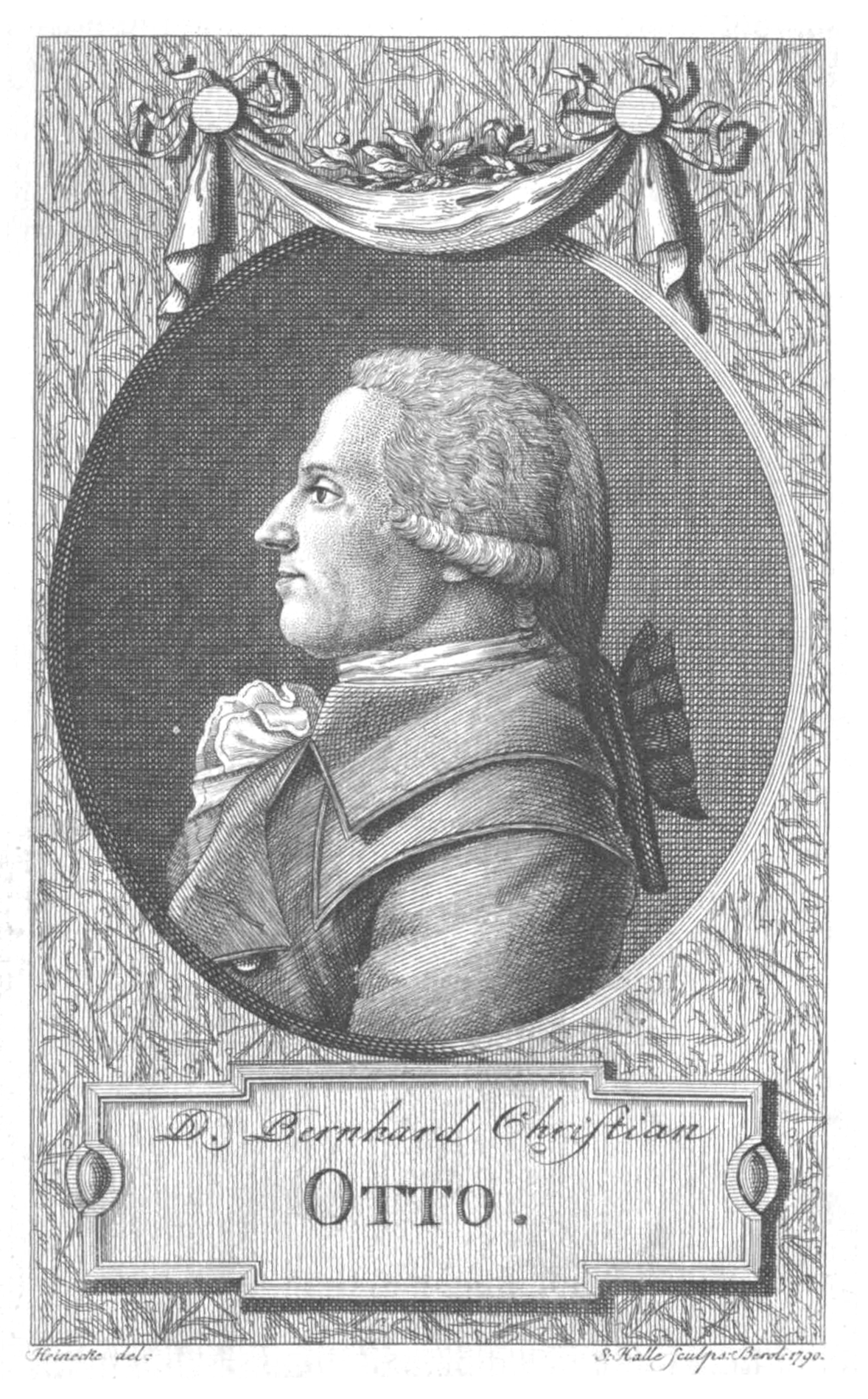
Bernhard Christian Otto

Bernhard Christian Otto (* 6. März 1745 in Niepars bei Stralsund, Schwedisch-Pommern; † 5. November 1835 in Frankfurt (Oder), Preußen) war ein deutscher Arzt, Naturforscher und Ökonom.

## Leben
Bernhard Christian Otto war ein Sohn des Pastors Gotthard Joachim Jacob Otto zu Niepars und dessen Ehefrau Agnese Regina, Tochter des Pastors Dionisius Casper Droysen († 1765) zu Dersekow. Er studierte Medizin an der Universität Göttingen und erhielt hier 1771 den medizinischen Doktorgrad. 1772 erwarb er an der medizinischen Fakultät Greifswald die Lehrberechtigung. Er war der Erste, der in Greifswald für Hebammen und Wundärzte Vorlesungen der Chirurgie und Entbindung anbot.
Ab 1776 war er Adjunkt der medizinischen Fakultät und bot Vorlesungen über Naturgeschichte an. Im Jahr 1781 wurde er zum Professor für Naturgeschichte und Ökonomie an der Philosophischen Fakultät berufen und lehrte nebenbei Chirurgie und Geburtshilfe. Im selben Jahr wurde er Leiter des botanischen Gartens.
Bernhard Christian Otto ging 1788 als Professor der Heilkunde an der Alma Mater Viadrina und Direktor des botanischen Gartens nach Frankfurt (Oder). 1792 erhielt er die Stelle des am 1. Dezember 1791 verstorbenen Medizinprofessors Peter Immanuel Hartmann, die mit 1000 Thalern pro Jahr dotiert war. Als die Universität nach Breslau verlegt wurden, ließ sich Otto emeritieren, blieb in Frankfurt, forschte weiterhin und stellte eine umfangreiche private Bibliothek zusammen. Er war Vorsitzender des königlich-schwedischen Gesundheits-Kollegiums von Pommern und Rügen und Mitglied der Naturforschenden Gesellschaft Berlins. Otto übersetzte mehrere naturgeschichtliche Abhandlungen aus dem Französischen ins Deutsche.
Im Alter erblindete er und starb mit 91 Jahren an Altersschwäche.